# Offenbacher
(Georg Haupt, Rudolf Koch der Schreiber, Insel-Verlag, Leipzig 1936)
La scrittura Offenbacher è una grafia corsiva tedesca sviluppata nel 1927 dal tipografo e calligrafo Rudolf Koch, con l'intento di combinare scorrevolezza ed estetica.
È chiamata anche Rudolf-Koch-Kurrent, e si ottiene utilizzando il pennino con un'angolazione di 75/80 gradi su un rigo di proporzione 2:3:2. Per esemplificare, la Kurrentschrift, il corsivo in uso fino al XIX secolo richiedeva un'inclinazione di 70 gradi ed un rigo 2:1:2, e la Sütterlin, il corsivo ufficiale a partire dal 1930, un'inclinazione di 90 gradi su un rigo 1:1:1.
Al suo esordio non ebbe il successo sperato, perché nelle scuole di quasi tutti i Länder tedeschi, a partire dal 1930, si preferì adottare la Sütterlin.
Successivamente, la grafia Offenbacher venne elaborata da un allievo di Koch, Martin Hermersdorf, e, con il nome di Koch-Hermersdorf-Schrift venne adottata dal 1950 al 1955 come seconda grafia nelle scuole della Baviera.

## Esempio di grafia offenbacher
|                                             | „Nur die Schrift allein |
| bewahret die göttlichen Gedanken            |                         |
| der weisen Männer                           |                         |
| und die Aussprüche der Götter,              |                         |
| ja selbst alle Philosophie und Wissenschaft |                         |
| und übergibt sie                            |                         |
| von Jahrhundert zu Jahrhundert              |                         |
| den kommenden Geschlechtern.“               |                         |
| Diodoro Siculo                              |                         |